# アルピニスティム (イスラエル国防軍)
アルピニスティム (英語: Alpinistim, ヘブライ語: יחידת האלפיניסטים) は、イスラエル陸軍北部コマンドに所属する、山岳戦・雪中戦を専門とする歩兵科の予備役特殊部隊である。

## 歴史

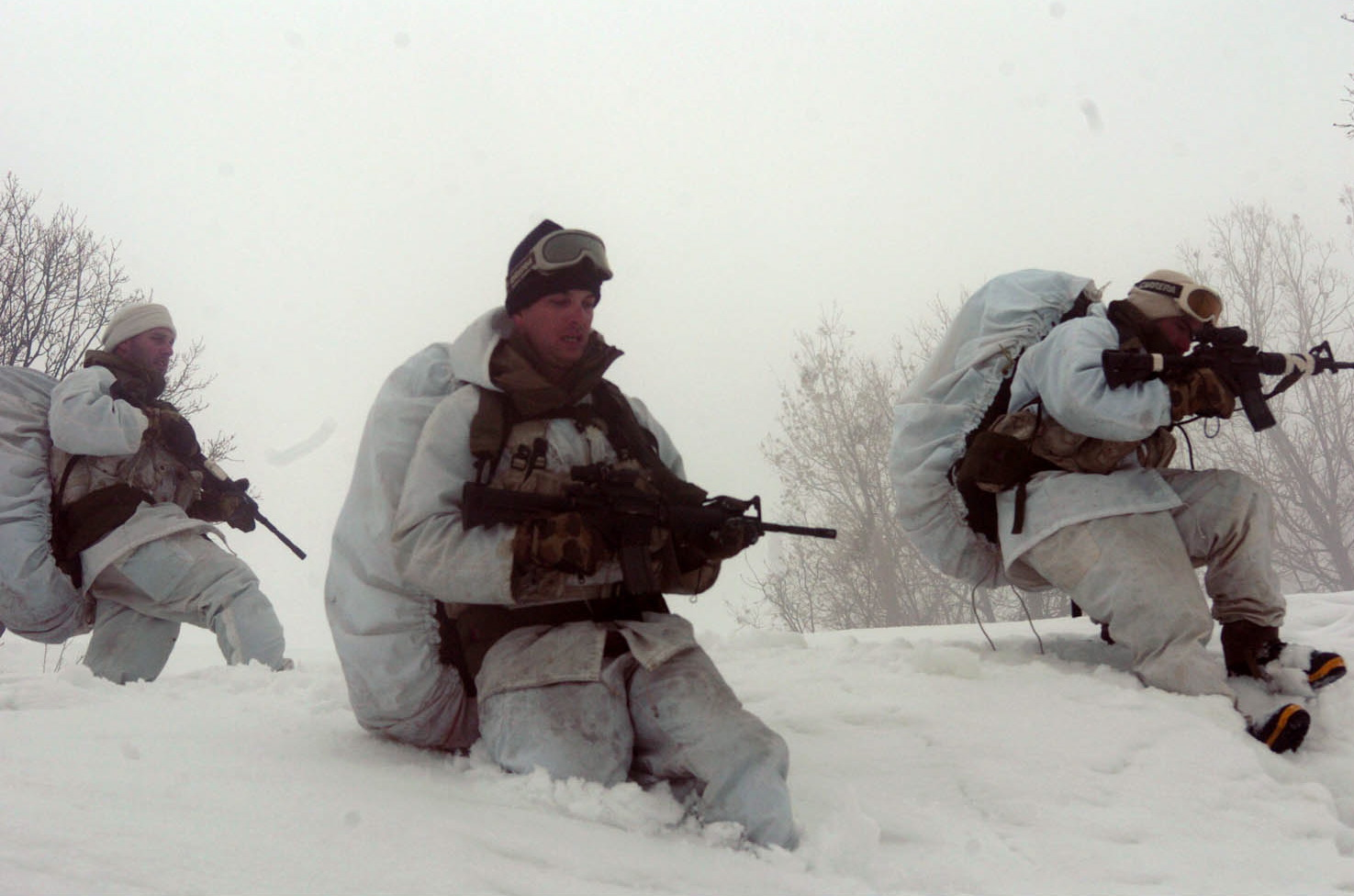
雪中戦訓練を行う隊員

イスラエル北部からシリア、レバノンにかけて広がるヘルモン山の大部分は元々シリア領であったが、1967年の第三次中東戦争の際にゴラニ旅団がその一部を占領し、ゴラン高原を見渡すことのできる前哨監視施設を設置していた。第四次中東戦争が勃発した1973年10月6日、シリア軍の第82コマンド部隊がヘルモン山のイスラエル軍監視所に奇襲を掛け、これを制圧した。イスラエル側は駐留していた8200部隊の技術者と護衛の兵士、合わせて54名のうち18名が死亡、31名が負傷した。10月8日にゴラニ旅団の2個中隊が奪還を試みたが、死亡者25名、負傷者51名の被害を出し作戦は失敗した。10月22日の戦いでゴラニ旅団および空挺旅団、戦闘工兵隊からなる統合部隊が派遣され、監視所の再占領とシリア側の前哨基地の占領に成功したが、この日の戦いでは55名が死亡、79名が負傷した。この一連の戦いは、第四次中東戦争全体の中でも最もイスラエル軍にとって被害の大きい戦いの一つであった。
これら一連の戦いにおける戦訓と、ヘルモン山監視所の重要性が再認識されたことが山岳戦を専門とするアルピニスティム部隊の設立のきっかけとなった。この当時、イスラエル軍の監視所は標高2,224メートルのミツペ・シュラーギムと呼ばれる地点にあったが、シリア側の前哨基地は標高2,800メートルのヘルモン山山頂にあった。イスラエル側はこれを安全保障上の重大な脅威であると考えて、1974年4月、アミラム・レビンに率いられた総勢60名のアルピニスティム隊員とサイェレット・マトカル隊員からなる統合部隊がヘルモン山山頂に派遣され、激しい戦闘の末シリア軍の前哨基地を制圧することに成功した。この作戦後、山頂の施設は国連の管理下に置かれることとなった。レビンは後年、この戦いはイスラエルの歴史の中でも最も重要な戦いの一つであったと語っている。
アルピニスティム部隊はこの戦闘で部隊の半数に及ぶ死傷者を出したため一旦解散されたが、1978年にシリア軍が再びヘルモン山のイスラエル軍拠点の制圧を計画しているとの情報により、予備役部隊として再招集された。結局シリア軍による攻撃は行われなかったが、アルピニスティムは予備部隊として存続する事とされた。
アルピニスティムは1982年のレバノン戦争において山岳レバノン県シュフ山地での作戦に投入された。
アルピニスティムを長年にわたり指揮し、雪中戦や山岳救助活動の著名な専門家として知られるシモン・ペリンター中佐は2005年にイスラエル生涯功労賞を受賞した。

## 構成および訓練
アルピニスティムは、ゴラニ旅団偵察大隊やエゴズ大隊のような歩兵科の精鋭部隊で経験を積んだ予備役兵から構成されている。また他の予備役部隊と比べ、長期間の演習を行う事も知られている。演習は冬季に行われるが、ヘルモン山に雪が少ない場合、スイスのアルプスやトルコで訓練を行う場合もある。
アルピニスティムは他の歩兵部隊と同様のM4カービンやタボールTAR-21のような自動小銃、ネゲヴ軽機関銃、M24やSR-25などの狙撃銃を装備する。この他の機材として、スノーモービル、除雪車、GPSナビゲーションシステム等を運用している。